# Antoni Bernadó
Antoni „Toni“ Bernadó Planas (* 12. September 1966 in Sant Julià de Lòria) ist ein andorranischer Langstreckenläufer.
Er hält die Landesrekorde über 3000 m, 5000 m, 10.000 m, Halbmarathon und Marathon (2:14:25 h, Barcelona-Marathon, 2003).
2005 gewann er den Marathon in Vitoria-Gasteiz, vor allen spanischen Konkurrenten, die an den dort stattfindenden spanischen Meisterschaften teilnahmen.
2007 wurde er in 2:14:52 h Dritter beim Barcelona-Marathon.

## Teilnahmen an internationalen Meisterschaften
- Olympische Sommerspiele 1996 in Atlanta (Platz 87)
- Olympische Sommerspiele 2000 in Sydney (Platz 49)
- Leichtathletik-Europameisterschaften 2002 in München (Platz 25)
- Leichtathletik-Weltmeisterschaften 2003 in Paris (Platz 36)
- Olympische Sommerspiele 2004 in Athen (Platz 57)
- Leichtathletik-Weltmeisterschaften 2005 in Helsinki (Platz 26)
- Leichtathletik-Europameisterschaften 2006 in Göteborg (Platz 23)